# خلافت موحدون
موحدون یا خلافت موحدون (عربی: الموَحدون و بربری: ⵉⵎⵡⴻⵃⵃⴷⴻⵏ)، سلسله و فرقه‌ای اسلامی در مغرب و شمال آفریقا که از دودمان بربرهای آمازیغ بودند که به عنوان اعتراض بر عقاید مسلمین مشبهی و مجسمی قیام کردند و بر خلاف ایشان به نفی تشبیه و تجسیم در باب ذات باری تعالی عقیده داشتند. پیشوای این فرقه ابوعبداﷲ محمدبن تومرت بود از قبیله مصموده که مردم را به توحید می‌خواند و پیروانش او را مهدی منتظر می‌دانستند. او در سال ۵۲۲ هجری درگذشت و ریاست فرقه او به جانشین و برادرش عبدالمومن رسید (۵۲۴ هجری) و او در سال ۵۳۴ دست به تسخیر ممالک زد. در سال ۵۳۸ سپاه مرابطون را مغلوب ساخت و بلاد وهران، تلمسان، فاس و سبته و سالی را گرفت و در سال ۵۴۱ مراکش را تسخیر و سلسله امرای مرابطی را برانداخت و در سال ۵۴۰ با اعزام سپاهی به اسپانیا همه سرزمینهای مسلمان‌نشین آنجا را گرفت؛ و در سال ۵۴۷ سلسله بنی‌حماد را در الجزایر منقرض کرد و در سال ۵۵۳ تونس را گرفت و طرابلس را ضمیمه قلمرو خود ساخت؛ و بدین ترتیب همه کشورهای ساحلی شمال آفریقا از مصر تا اقیانوس اطلس را به زیر فرمان و تصرف خود درآورد. جانشینان او لیاقت او را نداشتند و دولت اسپانیا در سال ۶۳۲ هجری آنها را شکست داد و بعد مسلمین را از همه شبه جزیره خارج ساخت؛ و در سال ۶۶۷ هجری قبیله بنی‌مرین آنها را در مراکش منقرض کردند و بر شهر مراکش استیلا یافتند. تسلط موحدین بر شمال آفریقا و حکومت آنان از سال ۵۲۴ تا ۶۶۷ هجری ادامه یافت و جمعاً سیزده تن از این سلسله حکومت راندند.
دولت موحدون پس از ضعف دولت عباسی در بغداد و دولت فاطمی در مصر به وجود آمد و ابن تومرت برای رفع این بحران در بلاد مغرب خلافت اسلامی برپا کرد و صبغه اسلامی بر آن نهاد و با دستاویز قرار دادن شعار العظمة والدین و التجدید روح دینی را در میان مردم رواج داد.

## اوضاع سیاسی پیش از موحدون
انقلاب موحدین در آغاز قرن ۶ هجری / ۱۲ میلادی شکل گرفت. نیمه اول این قرن موحدین توانستند دولت خود را پایه‌گذاری کنند و در همین دوران بود که اروپاییان در حال پیشروی در سرزمین اسلام بودند. از ابتدا قرن ۶ هجری / ۱۱ میلادی حملات بیشتری شکل گرفت برای باز پس‌گیری اسپانیا و با پایان یافتن آن حملهٔ صلیبی‌ها به مشرق شروع شد. این دو رویداد در تاریخ آن منطقه تا قرن‌ها اثر گذاشت. برای مثال می‌توان گفت در شرق خلافت فاطمیان و امارت‌های سلجوقی برای مقابله با این خطر ناکام ماندند و سپس ممالیک، زنگیان و ایوبیان به مقابله با آن پرداختند و موحدین شاهد از میان رفتن فاطمیان و برپایی دولت ایوبیان بودند. در آغاز قرن ۵ هجری / ۱۱ میلادی دولت اموی در قرطبه از بین رفت و اوضاع مغرب جهان غرب با مشرق شباهت بسیار پیدا کرد از این منظر که پاشیدگی و جدا شدن مناطق بسیاری از یکدیگر در این قرن شکل گرفت.
درگیری‌های قبیله‌ای مغرب اقصی و اختلافات شخصی و منطقه‌ای که وجود داشت اندلس را به شدت تهدید می‌کرد. از نیمهٔ همان قرن مرابطین موفق شدند مغرب اقصی را یک پارچه کنند و دولت خود را پایه‌گذاری کنند از طرفی دیگر مسیحیان اسپانیا در شمال به دنبال فرصتی بودند و اختلافات ملوک الطوایف را غنیمت شمردند و به سوی سرزمین‌های مسلمانان حرکت کردند اوج پیروزی مسیحیان در تصرف کردن طلیطله از سمت قشتاله در سال ۴۷۸ هجری / ۱۰۸۵ میلادی و برگزیدن آن به عنوان پایتخت و به همچنین پیشروی آرگون به سر قسطه و محاصره این شهر. در این زمان رهبران مسلمانان که در حال درگیری بین خود بودند خطر را درک کرده و راهی جز درخواست کمک از مرابطین که در مغرب بودند پیدا نکردند. یوسف ین تاشفین به کمک آنها رفت و موفق شد شکست سنگینی در واقعه زلاقه در سال ۴۷۹ هجری / ۱۰۸۶ میلادی به مسیحیان وارد کند. او اندلس را نیز به قلمرو خود افزود. پس مرابطین موفق شدند خطر مسیحیان را کاهش دهند و مدت طولانی بر آنها قدرت یافتند تا حدی که مسیحیان سرقسطه را که پایتخت آرگون بود در سال ۵۱۲ هجری / ۱۱۱۸ میلادی از دست دادند و در سال ۵۱۵ هجری / ۱۱۲۱ میلادی انقلاب موحدین در مغرب شکل گرفت.
مرابطین با دو خطر در داخل و خارج رو به رو شدند آنها خطر خارجی را در اولویت قرار دادند، در نتیجه خطر داخلی افزایش یافت و در هنگام برخورد با آنها به اوج خود رسید و اندلس را از دست دادند و وارد دوران دوم ملوک‌الطوایفی شدند. پس از زمان کوتاهی مغرب را نیز از دست دادند و زمانیکه موحدین موفق شدند پایتخت آنها، مراکش را به دست بگیرند جانشین آنها به حکومت رسیدند. در همین دوران اوضاع مغرب نزدیک و میانه بهتر از اندلس نبود و صناهجه جایگزین عبیدیان در این دو منطقه شده بود، یعنی بنی حماد در بجایه و بنی بادیس در مهدیه. در این زمان قبایل هلالی به تحریک فاطمیان که قصد داشتند از بنی بادیس به این خاطر که خطبه را به نام عباسیان خوانده‌است نه به نام آنها انتقام بگیرد از مصر به آفریقیه کوچ کردند. این قبایل ویرانی‌های بسیاری را از برقه تا بجایه به وجود آوردند و با از بین بردن قیروان پایتخت بنی بادیس به اوج خود رسید. آمدن اعراب به این منطقه باعث ضعف دو دولت صناهجه شد و باعث شد نورماندی‌های صقیله به ساحل آفریقا و شهرها و استحکامات آن دست یابند. این تصرف در سال ۵۴۳ هجری / ۱۱۴۸ میلادی به اوج خود رسید و صقلی‌ها نفوذ خود را افزایش دادند تا زمانیکه توسط موحدین بیرون شدند. پس انقلاب موحدین زمانی صورت گرفت و شکوفا شد که دولت مرابطین در مغرب ضعیف شده بود و مسیحیان در اسپانیا پیشروی می‌کردند و افریقیه در معرض پیشروی هلالی‌ها و نورماندی‌های صقلیه بر آن تسلط یافتند.

## ابن تومرت و ظهور او

محدوده دو قبیله بزرگ بربر در مغرب اقصی

محمد بن تومرت که نام کامل او ابوعبدالله محمد بن عبدالله است، یکی از افراد قبیله بربری مصامده بود که در باب تولد وی اختلافات زیادی وجود دارد اما وی در روستایی، در جنوب سوس اقصی به نام ایجلی‌ان وارغن و در خانواده‌ای مذهبی متولد شده بود بنابراین ابن تومرت با تأثر از خانواده خود فردی مذهبی و پرهیزکار شده بود و بسیار زیاد قرآن می‌خواند. وی در عهد جوانی برای ادامه تحصیل خود عازم اندلس و قرطبه شد (۵۰۱ هجری) تا در آنجا بتواند تحصیلات عالی خود را ادامه دهد. پس از آن بود که وی سفرهای خود را به سمت شرق آغاز کرد و به شهرهایی همچون مکه، مدینه، بغداد، دمشق و اسکندریه شد و به تکمیل و افزودن دانش و تحصیلات خود در نزد بزرگان دین و علم پرداخت. وی در آنجا متأثر از آرا اشاعره و افرادی همچون امام محمد غزالی قرار گرفت که به‌طور واضح در احکام و سنن وی آشکار است.
پس از اندوختن بار علم در مشرق، وی بار دیگر در سال ۵۱۱ هجری / ۱۱۱۷ میلادی عازم مغرب شد تا با کمک نظریات خود، اسلام در حال از دست رفتن را با شعار امر به معروف و نهی از منکر که برگرفته از آیات «وَلْتَکُن مِّنکُمْ أُمَّةٌ یَدْعُونَ إِلَی الْخَیْرِ وَیَأْمُرُونَ بِالْمَعْرُوفِ وَیَنْهَوْنَ عَنِ الْمُنکَرِ» و «کُنتُمْ خَیْرَ أُمَّةٍ أُخْرِجَتْ لِلنَّاسِ تَأْمُرُونَ بِالْمَعْرُوفِ وَتَنْهَوْنَ عَنِ الْمُنکَرِ» بود، نجات دهد پس در راه بازگشت اهتمام زیادی به امر به معروف و نهی از منکر از خود نشان داد که حتی منجر به شورش‌ها و بلواها در شهرها و مناطق شد بدین منظور از طرف مردم مورد آزار و اذیت فراوان قرار می‌گرفت تا اینکه به شهر ملاله رسید و در آنجا به واسطه اکرام حاکم و مردمان ملاله، مدتی اقامت نمود. در اینجا بود که وی با شخصی به نام عبدالمومن بن علی بن علوی دیدار نمود جون او را مستعد دید، وی را به امر به معروف و نهی از منکر، احیا علم و نابود ساختن بدعت‌ها دعوت کرد و عبدالمومن دعوت وی را پذیرفت و به همراه وی عازم مغرب شد و در بین راه خود به سمت مغرب، فردی به نام ابومحمد بشیر که هم قبیله ابن تومرت بود به آنها پیوست و ابن تومرت در سال ۵۱۴ هجری / ۱۱۲۰ میلادی به همراه یاران خود به پایتخت مرابطون رفت و در آنجا استقرار یافت. وی در آنجا نیز به دعوت احکام و نظریات خود پرداخت تا اینکه روزی به مسجد جامع رفت و در نزدیکی محراب در موضعی که ویژه خلیفه وقت علی بن یوسف مرابطی بود نشست و چون خادمان و کارگزاران مسجد به وی اعتراض کردند، آیه «ان الساجدلله فلاندعوا مع‌الله احداً» بخواند و آنها را آرام کرد. پس از ورود خلیفه به مسجد و پایان یافتن نماز، از جای خود برخاست و بر خلیفه سلام کرد و گفت: در کشور خود منکرات را منع کن زیرا تو مسئول رعیت خود هستی.
پس از آن گریه کرد و از مسجد خارج شد. خلیفه پاسخی در مسجد نداد اما در قصر از احوال ابن تومرت پرسید و خواستار برآورده شدن خواسته‌های مادی وی شد اما خواسته‌های ابن تومرت چیزی جز تغییر منکرات نبود. در واقعه در آن عهد و به خصوص حکومت مرابطین، حساسیت و جدیتی بر اجرای و نظارت بر احکام دینی وجود نداشت برای مثال به‌طور علنی در بازارها شراب به فروش می‌رفت، خوک‌ها در محلات و بازارهای مسلمانان می‌چرخیدند، آواز غنا در کوچه‌ها به گوش می‌رسید و در امور دولتی نیز فساد رواج پیدا کرده بود که تمامی این موارد موجب خشم و اعتراض صریح ابن تومرت و یارانش شد طوری‌که روز به روز در نزد مردم به چهره شناخته شده تبدیل شد اما آن چیزی که سبب شهره عام و خاص شدن وی شد، اعتراض وی به خواهر خلیفه، المصوره، بود که به همراه ملازمان و یاران خود بدون حجاب به بیرون از قصر آمده بود. ابن تومرت با دیدن این صحنه، با فریاد اعتراض خود را نسبت به عمل امیرزاده نشان داد. آنگاه به همراه یاران خود به سمت امیرزاده رفت و شروع به زدن امیرزاده کردند تا اینکه امیرزاده از اسب افتاد که این خود منجر به بلوا و آشوب در شهر شد. پس از آرام شدن اوضاع، شکایات و اعتراضات فراوانی نسبت به عمل ابن تومرت به خلیفه فرستاده شد و امیر برای آرام کردن ابن تومرت دستور مناظره فقها با وی را داد که با موافقت ابن تومرت همراه شد. وی در این مناظره توانست برتری خود را نسبت به سایر فقها دربار خلافت نشان دهد اما افرادی و بزرگانی مانند مالک بن وهیب قاضی مراکش، با ترغیب خلیفه به قتل وی به بهانه شورش کردن و به دست گرفتن قدرت توسط ابن تومرت، درصدد خلاص شدن از دست ابن تومرت بودند ولی سرانجام خلیفه علی بن یوسف در سال ۵۱۵ هجری، دستور اخراج وی و یارانش را از مراکش صادر کرد تا بدین ترتیب از دست وی خلاصی یابد. را مأمور مناظره با ابن تومرت کرد.

### تشکیل دولت موحدی

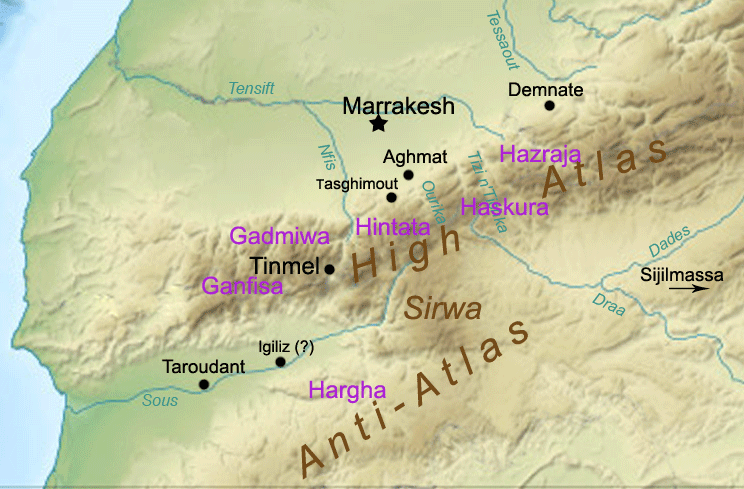
موضع و محدوده قبیله (مصامده) و پایتخت ابن تومرت (تینمل) در منطقه مغرب

پس از ترک مراکش، ابن تومرت به همراه یارانش به قبرستان شهر رفتند و در آنجا سکونت گزیدند. در اینجا بود که وی برای اولین بار تبلیغات ضد مرابطون را آغاز کرد و آنها را به اعتقاد به تجسیم و کفر متهم نمود. سپس تا آنجا پیش رفت که بیعت خود را با علی بن یوسف باطل نمود و به یاران اعلام کرد که دست از بیعت و اطاعت خلیفه مرابطون بردارند اما با شنیدن دستور دستگیری و قتل وی، از آنجا خارج شد و به اغمات رفت. وی در آنجا همچنان به استمرار دعوت خود به امر به معروف و نهی از منکر و حمله به مرابطون ادامه داد و برای انجام فرایض دینی خود، مسجدی در بیرون شهر بنا نهاد و در آنجا به ترویج احکام و نظریات خود می‌پرداخت اما با اخراج و تبعید وی از شهر، ابن تومرت به همراه یارانش رهسپار بلاد سواس و مناطق مختلفی مثل جبال مصامد شد و در هرجا به تبلیغ و ساخت مسجدی برای خود می‌پرداخت. پس از آن به بلاد خود برگشت و در بین قبیله و عشیره خود، دعوت به یکتاپرستی و توحید را آغاز کرد و با جدیت به تدریس شاگردان خود و پرورش آنها پرداخت و سپس آنها را به پیش روسای قبایل می‌فرستاد تا آنها را به احکام و تفکرات ابن تومرت دعوت کند و چون بعد از مدتی دریافت که دعوتش به ثمر رسیده‌است و میدان عمل برای وی مهیاست، در روز پانزدهم رمضان سال ۵۱۵ هجری / دسامبر سال ۱۱۲۱ میلادی در خطبه‌ای در بین امامت خود را آشکار کرد و خود را مهدی موعود معرفی کرد. پس از پایان خطبه وی، یاران و همراهان ابن تومرت به سمت وی رفتند و با وی بیعت کردند و او را المهدی و الامام‌المعصوم لقب دادند. پس از آن بود که افراد وی به موحدون یا موحدین معروف شدند.
ابن تومرت برای تأیید لقب مهدی خود، سعی بر رساندن نسب خود به خاندان علوی کرد، بنابراین نسب‌نامه‌های زیادی در مورد رسیدن نسب وی به خاندان علوی وجود دارد. برای مثال نسب وی را این چنین می‌گویند که: محمد بن عبدالله بن عبدالرحمن بن هود بن خالد بن تمام بن عدنان بن صفوان بن سفیان بن جابر بن یحیی بن عطا بن رباح بن یاسر بن عباس بن محمد بن حسن بن علی بن ابی‌طالب.
ابن تومرت پس از آن به نشر دعوت خویش و رسوخ آن در دل یاران با روش‌هایی مثل نوشتن کتاب مرشده پرداخت و توانست با کمک کلام خود، بر افکار مردمان و قبایل تأثیر گذارد و آنها را به خود جذب کند. بدین ترتیب گروه‌ها، قبایل، عشیره‌ها و جریانات مختلف به وی پیوستند و با او بیعت کردند. بدین ترتیب خطری جدی پیش روی مرابطون قرار گرفت و آنها را به شدت تهدید می‌کرد.

### کشاکش‌ها با مرابطون
ابن تومرت پس از اینکه بنیان کار خود را مستحکم و تعداد نیروهای خود را فراوان دید، درصدد نبرد با مرابطون برآمد. پس به ترتیب و جمع‌آوری لشکریان بیشتری پرداخت و برای هر ده نفر یک نقیب معین کرد تا نظمی در بین لشکریان به وجود بیاید.
یوسف بن علی در سال ۵۱۵ هجری و همزمان با اعلان مهدویت ابن تومرت درگیر شورشی در قرطبه و اندلس شد و مجبور به لشکرکشی به آنجا شد اما نبرد وی با شورشیان به موفقیت رسید ولی نبرد را ادامه نداد چون دل‌مشغول تحرکات ابن تومرت در بلاد سوس (مراکش)|سوس بود. پس به مراکش آمد و خود را آماده نبرد با ابن تومرت که الان در ردای یک مرد سیاسی بود، کند. وی در اولین اقدام، والی بلاد سوس (مراکش)|سوس، ابوبکر محمد لمتونی را عازم نبرد با ابن تومرت در کوه‌های مصامده کرد اما با توجه به دشواری راه، لشکریان ابوبکر راه باریک منتهی به قرارگاه ابن تومرت را محاصره کردند. ابن تومرت بعد از آن لشکری به رهبری محمد بشیر را عازم نبرد با ابوبکر محمد کرد. موحدون در شعبان ۵۱۶ از کوه پایین آمدند و توانستد اولین شکست را بر مرابطون تحمیل کنند و آنها تا نزدیک شهر مراکش آنها را عقب راندند. این پیروزی سبب شد تا کار ابن تومرت بالا بگیرد و نام او بر سر زبان‌ها بیافتد و بر تعداد پیروان وی افزوده شود.
علی بن یوسف بار دیگر لشکری مهیا ساخت با این تفاوت که از لشکر قبلی مجهزتر و عظیم‌تر بود و رهبری آن را به ابوابراهیم اسحاق سپرد. موحدون نیز به افراد خود افزودند و با سلاح و اسب‌هایی که در نبرد قبلی به غنیمت گرفته بودند، خود را مجهز کردند. چون دو سپاه به مصاف هم رسیدند، ناگاه وحشت سپاه مرابطون را فراگرفت و آنها بدون هیچ دستاوردی مجبور به عقب‌نشینی شدند با این حال تعداد زیادی از آنها کشته شدند و موحدون بر لشکرگاه آنها مسلط شدند. با این حال علی لشکری دیگر به فرماندهی سیر بن مزدلی لمتونی بسیج کرد. این لشکر نیز مانند دو لشکر قبلی نتیجه‌ای برای مرابطون نداشت. امیر سیر منهزم گردید و بسیاری از سپاهیان وی کشته شدند.
علی بن یوسف بعد از این شکست‌های پی‌درپی متوجه وخامت اوضاع و تهدید روزافزون ابن تومرت شد. در این بین ابن تومرت طی نامه‌ای از علی بن یوسف خواست تا مطیع او و موحدون شود و در غیر اینصورت آنها را نابود می‌کند.
در مرحله بعدی از نبردهای میان موحدون و مرابطون که در سال ۵۱۶ یا ۵۱۷ هجری افتاده، بین دو گروه نزدیک به ۹ جنگ اتفاق افتاد. یکی از آنها نبرد وی با قبیله هسکوره و دیگری نبرد وی با مرابطون در شهر تادرات بود که وی در هر دو نبرد شکست خورد و حتی زخمی شد با این حال در مابقی پیروز و موفق بود. پس از آن ابن تومرت اقدام به سرکوب قبایل و گروه‌هایی کرد که سر به شورش گذاشته بودند. وی توانست تک تک این قبایل شکست دهد و وادار به قبول طاعت خود کند. پس از آن دوباره عازم نبرد با مرابطون در تادرات کرد (۵۱۸ هجری) و توانست پس از غارت و کشتار زیاد شهر را فتح کند و تسلط خود را بر سراسر منطقه سوس (مراکش)|سوس پس از ۲ سال بگستراند.
وی در سال ۵۱۸ هجری از کوه‌های مصامده خارج شد و به تینمل رفت و در آنجا برای خود مسجد و دژی بنا نمود و زمین‌ها و خانه‌های آنجا را بین یاران خود تقسیم نمود و دور شهر دیوار و حصاری ساخت. بدین ترتیب تینمل به عنوان اولین پایتخت رسمی موحدون انتخاب شد.
وی پس از انتخاب تینمل به عنوان پایتخت خود، آماده نبرد دیگری با مرابطون شد. وی برای مطمئن بودن از افراد خود سعی بر کشتن خائنین و دشمنان خود کرد و پس از آن لشکری از مریدان و پیروان خود ترتیب داد. در سال ۵۲۰ هجری علی بن یوسف لشکری را برای فتح تینمل فرستاد ولی این لشکر به سختی از موحدون شکست خورده و پا به فرار گذاشتند. بعد از این نبرد بود که ابن تومرت درصدد انجام نبردی گسترده علیه مرابطون بود بنابراین لشکری به فرماندهی محمد بشیر در غرب اغمات موضع گرفتند و آماده جنگ شدند و علی بن یوسف نیز برای مقابله لشکری به فرماندهی برادرش، ابوطاهر تمیم روانه نبرد با ابشیر کرد. این نبرد در نزدیکی کوه کیک رخ داد و سرانجام مرابطون شکست خوردند و مجبور به فرار شدند. لشکر بشیر به تعقیب فراریان پرداخت اما در کنار کوه وریکه در جنوب اغمات با لشکری به فرماندهی یطی لمتونی رسید. در برخورد بین این لشکر باز این موحدون بودند که پیروز شدند. بشیر توانست با کمک لشکریان خود تا نزدیکی دیوارهای مراکش پیش برد اما دوباره به کوهای محل استقرار خود برگشت در این حین علی بن یوسف دستور داد تمامی راه‌های منتهی به دشت را ببندند تا حمله ناگهانی به مواضع آنها نشود.

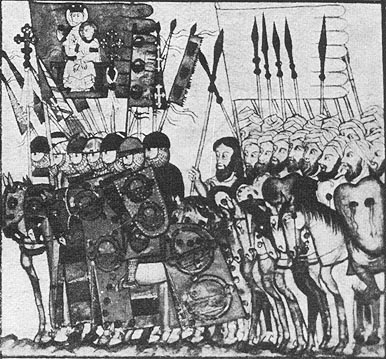
نقاشی از لشکر موحدون در جریان حمله به مراکش

سرانجام ابن تومرت پس از ۳ سال تصمیم بر فتح مراکش و نابودی دولت مرابطون گرفت. وی که در این زمان دارای قدرت فراوانی بود به قبایل مختلف هم مانند جزوله، لمطه، هنکیسه، درعه و صنهاجه نامه نوشت و آنها را به قبول طاعت خود دعوت کرد. وی توانست با دعوت خود، لشکری قریب به ۴۰ هزار سازماندهی و به دست فرماندهان خود یعنی محمد بشیر و عبدالمومن بن علی سپرد و چون خود مریض بود، لشکر را همراهی نکرد. پس لشکر آماده حرکت به سمت مراکش شد. لشکر بعد از ۴ نبرد سخت که همه را به موفقیت پشت سر گذاشته بود، به نزدیکی شهر مراکش رسیدند. در این بین دو لشکر در نزدیکی دروازه شهر به هم رسیدند. تعداد نفرات لشکر مرابطون نزدیک به ۱۰۰ هزار نفر بود که تقریباً همگی مجهز بودند که فرماندهی آنها برعهده زبیر بن علی بن یوسف بود. در این زمان محمد بشیر طی نامه‌ای، علی را به قبول طاعت ابن تومرت دعوت کرد اما با پاسخ منفی علی روبه‌رو شد. پس نبردی سخت درگرفت که در آخر مرابطون به هزیمت شدند و تعدادی از آنها نیز کشته شدند. بشیر بعد از چیرگی بر اطراف شهر، مراکش را محاصره نمود که این محاصره ۴۰ روز طول کشید با این حال نبردهایی بین دو طرف رخ می‌داد مثل درگیری در باب دکاله که با شکست مرابطون همراه بود. علی بن یوسف برای شکستن محاصره به امرای لمتونه نامه نوشت و از آنها طلب یاری کرد. پس لشکری عازم مراکش شد و در نزدیکی شهر نبردی بین دو طرف درگرفت که به نبرد بحیره معروف شد. در این نبرد مرابطون هم از لحاظ تعداد افراد و هم از نظر انرژی و روحیه برتری داشتند. پس در نبردی سخت موحدون شکست سختی خوردند و قریب به ۴۰ هزار از آنها من‌الجمله محمد بشیر به جز ۴۰۰ سوار کشته شدند. پس از آن مابقی نفرات به رهبری عبدالمومن به اغمات فرار کردند اما باز در هیلانه با مرابطون درگیر شدند که با شکست دوباره آنها همراه بود. پس از این نبرد بود که مرابطون به مراکش بازگشتند و مابقی افراد موحدون نیز در سال ۵۲۴ هجری به تینمل بازگشتند.
در همین سال (رمضان سال ۵۲۴) بود که ابن تومرت در بستر مریضی بود، مرد و به جای وی عبدالمومن بن علی به ریاست جنبش و دولت موحدون رسید تا راه ابن تومرت را ادامه دهد.